# Tipula pallidicosta
Tipula pallidicosta är en tvåvingeart som beskrevs av Pierre 1924. Tipula pallidicosta ingår i släktet Tipula och familjen storharkrankar. Arten är reproducerande i Sverige.

## Underarter
Arten delas in i följande underarter:
- T. p. pallidicosta
- T. p. pullata